# Троцкистская демонстрация 7 ноября 1927 года
Троцкистская демонстрация 7 ноября 1927 года — демонстрация, проведённая левой «объединённой оппозицией» («троцкистско-зиновьевским блоком») в день десятилетия Октябрьской революции 1917 года параллельно официальной демонстрации. События имели место в Москве и Ленинграде.

## Предыстория
С окончанием Гражданской войны большевистская партия была вынуждена перейти к строительству в стране полноценного госаппарата, в связи с наступлением мирного времени и затуханием революционной волны в Европе. Во главе этого аппарата встал Сталин И. В., по итогам XI съезда РКП(б) (27 марта — 2 апреля 1922 года) назначенный Генеральным секретарём ЦК. По представлениям того времени эта должность ещё не означала роль лидера партии. Однако Сталин, возглавив Секретариат и Оргбюро ЦК, получил беспрецедентную возможность расставлять на все ключевые посты в стране своих личных сторонников, отодвигать на второстепенные должности политических противников. 26 января 1925 года после долгой и ожесточённой подковёрной борьбы Троцкий Л. Д. был снят с ключевых постов наркомвоенмора и предреввоенсовета. Взамен он получил второстепенные посты председателя Главного концессионного комитета, начальника электротехнического управления и председателя научно-технического отдела ВСНХ, сохранил членство в ЦК и даже в Политбюро, оставшись в них в меньшинстве.
К концу 1925 года аппаратные возможности Сталина возросли настолько, что на XIV съезде ВКП(б) в декабре 1925 года ему впервые удалось сколотить твёрдое «сталинистское» большинство. Опираясь на него, он обрушился на своих вчерашних союзников по борьбе с Троцким, Зиновьева и Каменева, в 1923—1924 годах входивших в неформальную «тройку» Зиновьев-Каменев-Сталин. В 1926 году Сталину удалось сместить их с ключевых постов.
Стремясь найти противовес таким искушенным идеологам и ораторам, как Зиновьев и Троцкий, Сталин в 1925 году предпочёл опереться на одного из основных идеологов партии, многолетнего главного редактора газеты «Правда», Бухарина. В области внутренней политики блок Сталина-Бухарина настаивал на сохранении гражданского мира в деревне, в рамках кампании «повернёмся лицом к деревне» в 1925—1927 годах в партию было набрано до 137 тыс. крестьян. Признавая необходимость индустриализации, сформулированная Бухариным «генеральная линия» образца 1925—1927 годов противостояла выдвинутой «троцкистским» экономистом Преображенским доктрине форсированной «сверхиндустриализации» за счёт массовой выкачки средств из деревни. Во внешней политике правящий блок настаивал на доктрине «построения социализма в отдельно взятой стране», впервые выдвинутой Сталиным в конце 1924 года.
В свою очередь, левые оппозиционеры настаивали на ускорении темпов индустриализации, на необходимости широкого наступления на социальные слои, считавшиеся враждебными большевизму — «новую буржуазию» (нэпманов) и зажиточные слои деревни (так называемых «кулаков»). Объективно подобная риторика выражала интересы радикальной части городских рабочих, недовольных негативными сторонами НЭПа: массовой безработицей, резко усилившимся социальным расслоением. Вопреки всем ожиданиям Карла Маркса, партия, именовавшая себя «рабочей», а свою власть — «диктатурой пролетариата», победила в стране с крестьянским большинством.
К июльскому пленуму ЦК 1926 года взгляды вчерашних врагов, Троцкого и Зиновьева, сблизились достаточно для образования «объединённой оппозиции» («троцкистско-зиновьевского блока»). Основой для наступления на оппозицию стала продавленная лично Лениным историческая резолюция X съезда РКП(б) (март 1921) «О единстве партии». В качестве борьбы с возможным распадом коммунистов на несколько враждующих партий (как это ранее произошло с РСДРП, распавшихся на меньшевиков и большевиков) резолюция, за принятие которой голосовал в том числе и Троцкий, запрещала любую фракционную деятельность. Под её признаками понимались образование собственных руководящих структур, постановка внутрифракционной дисциплины выше общепартийной и даже составление собственных программных документов.
Отношения большинства ЦК с оппозицией испортились окончательно. Во время июльского пленума ЦК 1926 года после бурной перепалки с оппозиционером Каменевым основатель ВЧК Дзержинский Ф. Э. умер от сердечного приступа. По итогам пленума Зиновьев «за фактическое руководство оппозицией» исключен из Политбюро. Октябрьский объединённый пленум ЦК и ЦКК 1926 года исключил Троцкого и Каменева из Политбюро (оставив их в составе ЦК и ИККИ), снял Зиновьева с поста председателя Исполкома Коминтерна. Из ЦК был исключен видный оппозиционер Лашевич. Многие рядовые оппозиционеры в это время исключались из партии, осенью 1926 года от поддержки оппозиции официально отказалась вдова Ленина, Крупская Н. К., заявившая, что «оппозиция зашла слишком далеко».
Градус взаимных обвинений дошёл до очень высокой точки. На VII расширенном пленуме ИККИ (22 ноября — 16 декабря 1926 года) Сталин заявил, что Каменев, узнав в 1917 году об отречении великого князя Михаила от престола, отправил ему из ссылки в Ачинске поздравительную телеграмму как «первому гражданину свободной России». В ответ Каменев организовал обращение целого ряда старых большевиков, участников апрельской партконференции 1917 года, свидетельствовавших в его защиту.
В мае 1927 года оппозиция ожесточённо обрушилась на официальный ЦК, обвиняя его в провале революции в Китае (см. Шанхайская резня 1927 года). Подписанное в связи с этим известными оппозиционерами «Заявление 83-х» подверглось официальной критике как «фракционное», в редакционной статье «Правды» было заявлено, что его сложно отличить от «документов врага». Постепенно теряя доступ к легальной политической активности, оппозиционеры начали переходить к распространению нелегальных листовок, организации нелегальных типографий и рабочих сходок по образцу своей дореволюционной деятельности. На нелегальных сходках в Москве и Ленинграде побывало до 20 тыс. чел., во время двухчасового выступления Троцкого и Каменева в МВТУ (высшем техническом училище) присутствовало до 2 тыс. чел. На этих неофициальных собраниях начали появляться вооруженные дубинками сторонники «генеральной линии», выступления оппозиционеров всё чаще прерывались криками и свистками.
То, до какой степени дошёл накал страстей, хорошо видно по тому факту, что в августе — сентябре 1927 года Троцкий впервые выдвинул скандальный «тезис о Клемансо». Он пророчески предсказал, что в случае неизбежного вступления СССР в новую большую войну сталинское руководство окажется, по его мнению, таким бездарным, что немцы окажутся под Москвой («враг подойдёт к стенам Кремля километров на 80»). В таком же случае Троцкий недвусмысленно пообещал устроить переворот, расстрелять всех «сталинцев» — шаг, на который они сами никак не могли решиться в отношении «троцкистов», — и затем привести СССР к победе. Перспективы реализации этого тезиса на практике выглядели крайне туманными; по состоянию на середину 1927 года оппозиция уже фактически не располагала никакой политической силой. Сам же Сталин на октябрьском пленуме ЦК 1927 года отнёсся к угрозе Троцкого весьма скептически.
В сентябре 1927 года ГПУ разгромило нелегальную типографию, печатавшую оппозиционные программные документы. Предметом для особой критики стал тот факт, что в организации типографии был замешан некий бывший врангелевский офицер; в действительности этот бывший офицер являлся агентом ГПУ, что официально признал председатель ОГПУ Менжинский в своём письме в Секретариат ЦК. Судя по сохранившемуся письму от Сталина к Орджоникидзе, ответственность за организацию типографии взяли Преображенский, Серебряков и Шаров.
Новый скандал вспыхнул уже в октябре 1927 года в Ленинграде, когда манифестация в честь открывшейся сессии ВЦИК начала неожиданно выкрикивать имена появившихся на трибуне Зиновьева и Троцкого.
Октябрьский пленум ЦК 1927 года исключил Зиновьева и Троцкого из ЦК. Речь Троцкого проходила в обстановке обструкции:

Работа стенографисток протекала в очень трудных условиях. Целый ряд реплик отмечен, но отмечены далеко не все. Возможно, что стенографистки избегали записи некоторых реплик из чувства брезгливости. Я ни в каком случае не могу им поставить это в вину. В стенограмме не указано также, что с трибуны Президиума мне систематически мешали говорить. Не указано, что с этой трибуны брошен был в меня стакан (говорят, что тов. Кубяком), в стенограмме не указано, что один из участников Объединённого пленума пытался за руку стащить меня с трибуны, и пр. и пр.
Первая моя речь в защиту предложения о постановке в порядок дня особым пунктом вопроса о врангелевском офицере и военном заговоре изъята из стенограммы особым постановлением пленума. Вследствие этого в стенограммах пленума окажется незаписанным тот факт, что член Президиума ЦКК, тов. Ярославский, во время моей речи бросил в меня томом контрольных цифр. Морально-политический смысл этого факта особенно подчеркивается тем обстоятельством, что рабочего-партийца за резкое слово в ячейке во время прений исключают из партии, тогда как один из организаторов и руководителей этих исключений считает возможным в высшем органе партии, на Объединённом пленуме ЦК и ЦКК, прибегать к методам, которые иначе никак нельзя назвать, как фашистски-хулиганскими.

Во время речи тов. Бухарина, в ответ на реплику с моей стороны, тов. Шверник также бросил в меня книгу.

## События в Москве
Одновременно с официальной демонстрацией в день 10-летия Октябрьской революции оппозиционеры организовали собственную, параллельную демонстрацию. В Москве её возглавили Троцкий, Каменев, Лашевич, Преображенский, Муралов, тогда как Зиновьев и Радек выехали в Ленинград.

 А Троцкого я, кстати, видел. Насколько мне помнится, это было 7 ноября в 1927 году. Его то ли не позвали на Мавзолей, то ли он сам не пошёл. Наша колонна шла с Красной площади по Моховой, а он стоял на балконе дома на углу Воздвиженки и выкрикивал какие-то лозунги, стараясь перекричать оркестры. Не было слышно ни единого слова, и получалась жалкая такая пантомима.— из воспоминаний Михаила Смиртюкова, управляющего делами Совета министров СССР
С балкона 27-го Дома Советов на углу Тверской и Охотного ряда были вывешены оппозиционные лозунги, на балкон вышли Смилга и Преображенский, приветствовавшие колонны демонстрантов. Через некоторое время сторонники «генеральной линии» атаковали дом. С балкона противоположного, 1-го Дома Советов, из квартиры Подвойского в Преображенского и Смилгу начали бросать «льдинами, картофелем и дровами». Ворвавшиеся в дом 20 человек избили оппозиционеров Грюнштейна, Енукидзе[уточнить] и Карпели, стащили с балкона Преображенского и Смилгу и сорвали оппозиционные лозунги. Во главе сторонников «линии ЦК» находился секретарь Краснопресненского райкома партии Рютин, впоследствии присоединившийся к «правому уклону».
По заявлению члена партии А. Николаева, с его квартиры были сорваны оппозиционные лозунги «выполним завещание Ленина», «Повернём огонь направо против нэпмана, кулака и бюрократа», «За подлинную рабочую демократию», а также портреты Ленина, Троцкого и Зиновьева.
Троцкий, Каменев и Муралов в это время находились в автомобиле у места сбора колонн. По заявлению члена партии Архипова, на эту машину было устроено нападение, член партии Эйденов пытался избить Троцкого. Ряд рядовых оппозиционеров были избиты, плакаты вырывались у них из рук. Имеются также свидетельства, что в машину Троцкого стреляли.
Малоизвестно, что в этот день слушатель военной академии имени Фрунзе Я. О. Охотников, участвуя в охране Мавзолея, напал на Сталина, ударив его в затылок. Судя по всему, Сталин счёл произошедшее недоразумением. Сам Охотников впоследствии был репрессирован, однако эпизод с нападением на Сталина в его деле не числился.

## Последствия
Ноябрьский объединённый пленум ЦК и ЦКК 1927 года исключил Троцкого и Зиновьева из партии, Каменева и Раковского — из ЦК. Этот шаг был предпринят как ответ на организацию «параллельной» демонстрации. Лидеры оппозиции потерпели окончательное поражение в предсъездовской дискуссии и, из-за массовых исключений из партии, не смогли выступить на XV съезде ВКП(б) (декабрь 1927). Съезд подтвердил проведённые пленумом исключения из партии, и дополнительно исключил ещё 75 видных оппозиционеров: Каменева, Лашевича, Радека и других, а также 23 участников группы Т.В. Сапронова как явно антиреволюционной. Выступление Муралова проходило в атмосфере обструкции, а «зиновьевцы», по оценке Роговина, предпочли «капитулировать» прямо на съезде.
Проведённые исключения были устроены в соответствии с механизмом, который «продавил» лично Ленин на X съезде РКП(б) (март 1921 года), большинством голосов объединённого пленума ЦК и ЦКК. Кроме того, они были подтверждены большинством XV съезда. Показательно, что лидеры оппозиции внесли немалый вклад в организацию «закручивания гаек» внутри партии, жертвами которого стали они сами. Все они в 1921 году проголосовали за историческую резолюцию «О единстве партии», на основании которой они же и были впоследствии исключены из партии.
Впервые ГПУ вмешалась во внутрипартийную политическую борьбу ещё в 1923 году, для разгона осколков «рабочей оппозиции», самой известной из которой являлась группа Мясникова («Рабочая группа»). Опасения Ленина, что фракции могут вырасти в самостоятельные партии, оказались не лишёнными оснований: известно, что в 1924 году часть бывших членов «рабочей оппозиции» попытались организовать «Коммунистическую рабочую партию». Также известно, что ещё в 1923 году Дзержинский обращался к коммунистам с требованием сообщать в его ведомство об известных им фактам оппозиционной деятельности. Будущие лидеры «троцкистско-зиновьевского блока» полностью одобряли разгром «рабочей оппозиции»; Карл Радек в своём выступлении на XII съезде (1923) прямо называл «мясниковцев» и аналогичные группы «подпольными группами наших врагов».
Зиновьев, находившийся в 1924 году во главе неформальной «тройки» Зиновьев-Каменев-Сталин, организовывал «чистку непроизводственных ячеек» от сторонников Троцкого. Он же ещё до 1927 года опробовал тактику «затыкания ртов» собственным политическим противникам под предлогом борьбы с распространением фракционных программных документов. Наиболее скандальной стала борьба в преддверии XIV съезда ВКП(б) в декабре 1925 года: Зиновьев добился исключения из ленинградской делегации нескольких коммунистов, имевших репутацию «сталинцев», а ленинградское ГПУ даже пресекало распространение в городе материалов официального ЦК.
По итогам XV съезда левая оппозиция фактически перестала существовать как политическая сила. Однако произошедшее в 1927 году общее ухудшение внешнеполитической обстановки и особенно кризис хлебозаготовок 1927 года вынудили «сталинцев» на деле принять лозунги форсированной индустриализации и коллективизации, выдвинутые ранее левыми. «Перехватывание» лозунгов левых окончательно добило оппозицию; раз уж «генеральная линия» сместилась влево, для многих рядовых членов партии «левацких» убеждений приверженность оппозиции полностью потеряло всякий смысл.

## Разное
- «Параллельная» демонстрация 7 ноября 1927 года упоминается в трилогии В. П. Аксёнова «Московская сага»
- В оппозиционной демонстрации принял участие писатель Варлам Шаламов.